# Wakeman River
Wakeman River är ett vattendrag i Kanada.   Det ligger i Regional District of Mount Waddington och provinsen British Columbia, i den sydvästra delen av landet, 3 700 km väster om huvudstaden Ottawa.
I omgivningarna runt Wakeman River växer i huvudsak barrskog.